# Convent de Santa Clara (València)
El convent de Santa Clara està ubicat a l'avinguda de Benito Pérez Galdós número 119 de la ciutat de València. És un convent de clausura fundat el 1911 i habitat per monges de l'orde de les Clarisses Coletines.
Consta de tres alçades i el seu estil arquitectònic és el modernisme valencià amb influència de l'historicisme medievalista. L'edificació gira al voltant d'un pati central que fa les funcions de claustre. Destaca a la façana els murs i la utilització del totxo. L'església és d'estil neoclàssic i té una sola nau. L'accés a l'església es fa per mitjà d'un petit pati i és la única part visitable del convent.

## Història
El convent és obra de l'arquitecte lleonès establert a València, Ramón Lucini Callejo. Es va construir per albergar un nou convent per a les Clarisses Caputxines. El 1913 la comunitat de religioses es va traslladar al nou monestir, que en el moment de la seva construcció era als afores de la ciutat, al districte de Trànsits, envoltat d'horta. La nova ubicació pretenia facilitar la vida contemplativa de les religioses.
Durant la Guerra Civil espanyola, el convent va ser utilitzat pel bàndol republicà com a presó masculina. Posteriorment, en els primers anys de la dictadura franquista, entre juny de 1939 i abril de 1942, va servir com a presó de dones, essent filial de la Presó Provincial de Dones. Durant aquest període, l'edifici, saturat d'internes, va estar custodiat per les religioses juntament amb les funcionàries de la Secció Femenina del Cos de Presons.
El convent actualment és la seu de la Federació Mare de Déu de les Clarisses Caputxines. Existeix la creença popular per part de núvies i falleres que oferint ous al convent no plourà el dia del casament o acte faller.
El 2021, la Regidoria de Patrimoni i Recursos Culturals de l'Ajuntament de València va instal·lar al costat del convent un monòlit en memòria de les dones empresonades durant el franquisme.